# Smells Like Children Tour
Smells Like Children Tour — другий тур американського рок-гурту Marilyn Manson. Він стартував на підтримку міні-альбому Smells Like Children, який було видано 24 жовтня 1995 р.

## Виступи
Під час туру на задньому плані можна було побачити планшетку для спіритичних сеансів з написом «Marilyn Manson» у центрі. Ще один примітний предмет — велетенське дерево, з гілок котрого звисали ляльки черевомовців. Сцену зазвичай монтували, щоб умістити малу кільість глядачів, оскільки більшість концертів проходили в клубах.
Це був перший тур, в якому Мерілін Менсон використовує ходулі. Також гурт почав носити макіяж і сексуальний одяг (фронтмен — суспензорій, Твіґґі Рамірез — одяг у стилі малолітньої повії). Під час концертів Менсон часто різав себе на сцені.
Виступ у Мемфісі 10 грудня 1995 скасували з невідомих причин. Шоу відіграли 26 січня 1996. Виступ у Сірак'юсі 15 січня спричинив заворушення, збитки від якого оцінили в кілька тисяч доларів. Концерт у Джонсон-Сіті 27 січня 1996 скасували через проблеми з горлом у вокаліста. Виступ у Ноксвіллі 28 січня скасували з невідомих причин.

## Учасники
- Мерілін Менсон — вокал
- Дейзі Берковіц — гітара
- Твіґґі Рамірез — бас-гітара
- Мадонна Вейн Ґейсі — клавішні
- Джинджер Фіш — барабани

## Дати концертів
| №   | Дата                      | Місто                             | Місце проведення              |
| --- | ------------------------- | --------------------------------- | ----------------------------- |
| 1   | 1 червня 1995             | Батон-Руж, Луїзіана               | Papa Joe's Rock 'n' Roll Club |
| 2   | 2 червня 1995             | Новий Орлеан, Луїзіана            | Tipitinas                     |
| 3   | 12 вересня 1995           | Талса, Оклахома                   | Cain's Ballroom               |
| 4   | 13 вересня 1995           | Оклахома-Сіті, Оклахома           | Will Rogers Center            |
| 5   | 15 вересня 1995           | Даллас, Техас                     | Deep Ellum Live               |
| 6   | 16 вересня 1995           | Г'юстон, Техас                    | Numbers                       |
| 7   | 17 вересня 1995           | Корпус-Крісті, Техас              | Johnnyland                    |
| 8   | 19 вересня 1995           | Сан-Антоніо, Техас                | Showcase Special Events       |
| 9   | 20 вересня 1995           | Остін, Техас                      | Backroom                      |
| 10  | 22 вересня 1995           | Альбукерке, Нью-Мексико           | El Rey Theatre                |
| 11  | 23 вересня 1995           | Ель-Пасо, Техас                   | El Paso Metropolis            |
| 12  | 24 вересня 1995           | Тусон, Аризона                    | Rock                          |
| 13  | 25 вересня 1995           | Темпі, Аризона                    | Club Rio                      |
| 14  | 27 вересня 1995           | Сан-Дієго, Каліфорнія             | Soma                          |
| 15  | 28 вересня 1995           | Санта-Барбара, Каліфорнія         | Santa Barbara Underground     |
| 16  | 29 вересня 1995           | Голлівуд, Каліфорнія              | Palace                        |
| 17  | 1 жовтня 1995             | Пало-Альто, Каліфорнія            | The Edge                      |
| 18  | 2 жовтня 1995             | Сан-Франциско, Каліфорнія         | Trocadero Transfer            |
| 19  | 3 жовтня 1995             | Рино, Невада                      | Easy Street                   |
| 20  | 5 жовтня 1995             | Портленд, Орегон                  | La Luna                       |
| 21  | 6 жовтня 1995             | Сієтл, Вашингтон                  | RCKNDY                        |
| 22  | 7 жовтня 1995             | Ванкувер, Канада                  | New York Theatre              |
| 23  | 10 жовтня 1995            | Денвер, Колорадо                  | Ogden Theatre                 |
| 24  | 12 жовтня 1995            | Вічита, Канзас                    | Rock Island                   |
| 25  | 13 жовтня 1995            | Спрінґфілд, Міссурі               | Regency Showcase              |
| 26  | 14 жовтня 1995            | Лоуренс, Канзас                   | Granada                       |
| 27  | 15 жовтня 1995            | Омаха, Небраска                   | Ranch Bowl                    |
| 28  | 17 жовтня 1995            | Ґренд-Репідс, Мічиган             | Unknown                       |
| 29  | 18 жовтня 1995            | Толідо, Огайо                     | Asylum                        |
| 30  | 20 жовтня 1995            | Цинциннаті, Огайо                 | Bogarts                       |
| 31  | 21 жовтня 1995            | Лейквуд, Огайо                    | Phantasy Theatre              |
| 32  | 22 жовтня 1995            | Колумбус, Огайо                   | Newport Music Hall            |
| 33  | 23 жовтня 1995            | Піттсбург, Пенсільванія           | Metropole                     |
| 34  | 25 жовтня 1995            | Баффало, Нью-Йорк                 | Ogden Street Music Hall       |
| 35  | 26 жовтня 1995            | Рочестер, Нью-Йорк                | Water Street Music Hall       |
| 36  | 27 жовтня 1995            | Торонто, Канада                   | Toronto Opera House           |
| 37  | 28 жовтня 1995            | Олбані, Нью-Йорк                  | Saratoga Winners              |
| 38  | 30 жовтня 1995            | Провіденс, Род-Айленд             | Club Babyhead                 |
| 39  | 31 жовтня 1995            | Бостон, Массачусетс               | Mama Kin's                    |
| 40  | 1 листопада 1995          | Бостон, Массачусетс               | Mama Kin's                    |
| 41  | 3 листопада 1995          | Нью-Йорк, Нью-Йорк                | Irving Plaza                  |
| 42  | 4 листопада 1995          | Нью-Йорк, Нью-Йорк                | Irving Plaza                  |
| 43  | 5 листопада 1995          | Філадельфія, Пенсильванія         | Electric Factory              |
| 44  | 6 листопада 1995          | Аспері Парк, Нью-Джерсі           | Stone Pony                    |
| 45  | 8 листопада 1995          | Нью-Гейвен, Коннектикут           | Toad's Place                  |
| 46  | 9 листопада 1995          | Вашингтон                         | Capitol Ballroom              |
| 47  | 10 листопада 1995         | Норфолк, Вірджинія                | Boathouse                     |
| 48  | 11 листопада 1995         | Ралі, Північна Кароліна           | Ritz                          |
| 49  | 13 листопада 1995         | Нашвілл, Теннессі                 | 328 Performance Hall          |
| 50  | 14 листопада 1995         | Луїсвілл, Кентуккі                | Brewery                       |
| 51  | 15 листопада 1995         | Сент-Луїс, Міссурі                | Mississippi Nights            |
| 52  | 16 листопада 1995         | Мілвокі, Вісконсин                | T.A. Vern's                   |
| 53  | 18 листопада 1995         | Су Фолс, Південна Дакота          | Pomp Room                     |
| 54  | 19 листопада 1995         | Міннеаполіс, Міннесота            | First Avenue                  |
| 55  | 21 листопада 1995         | Колумбія, Міссурі                 | Blue Note                     |
| 56  | 22 листопада 1995         | Чикаго, Іллінойс                  | Cabaret Metro                 |
| 57  | 24 листопада 1995         | Детройт, Мічиган                  | Saint Andrew's Hall           |
| 58  | 25 листопада 1995         | Детройт, Мічиган                  | Saint Andrew's Hall           |
| 59  | 26 листопада 1995         | Торонто, Канада                   | Toronto Opera House           |
| 60  | 27 листопада 1995         | Вілкс-Барре, Пенсильванія         | Mantis Green                  |
| 61  | 29 листопада 1995         | Феєтвілл, Північна Кароліна       | Flaming Mug                   |
| 62  | 30 листопада 1995         | Винстон-Сейлем, Північна Кароліна | Ziggy's Tavern                |
| 63  | 1 грудня 1995             | Вілмінгтон, Північна Кароліна     | Mad Monk's                    |
| 64  | 2 грудня 1995             | Атланта, Джорджія                 | The Masquerade                |
| 65  | 4 грудня 1995             | Шарлотт, Північна Кароліна        | Jeremiah's                    |
| 66  | 5 грудня 1995             | Колумбія, Південна Кароліна       | Rockafella's                  |
| 67  | 6 грудня 1995             | Міртл-Біч, Південна Кароліна      | Headroom                      |
| 68  | 8 грудня 1995             | Батон-Руж, Луїзіана               | Varsity Theater               |
| 69  | 9 грудня 1995             | Новий Орлеан, Луїзіана            | Rendon Inn                    |
| 70  | 10 грудня 1995(Скасовано) | Мемфіс, Теннессі                  | Six-One-Six                   |
| 71  | 12 грудня 1995            | Форт-Маєрс, Флорида               | Pyramids                      |
| 72  | 13 грудня 1995            | Тампа, Флорида                    | Masquerade                    |
| 73  | 15 грудня 1995            | Орландо, Флорида                  | The Edge                      |
| 74  | 16 грудня 1995            | Форт-Лодердейл, Флорида           | The Edge                      |
| 75  | 17 грудня 1995            | Форт-Лодердейл, Флорида           | The Edge                      |
| 76  | 28 грудня 1995            | Клівленд, Огайо                   | Odeon                         |
| 77  | 29 грудня 1995            | Клівленд, Огайо                   | Odeon                         |
| 78  | 31 грудня 1995            | Нью-Йорк, Нью-Йорк                | Academy                       |
| 79  | 2 січня 1996              | Олдбрідж, Нью-Джерсі              | Birch Hill Night Club         |
| 80  | 3 січня 1996              | Нью-Лондон, Коннектикут           | El 'n' Gee                    |
| 81  | 5 січня 1996              | Балтимор, Меріленд                | Hammerjack's                  |
| 82  | 6 січня 1996              | Аллентаун, Пенсильванія           | Starz                         |
| 83  | 7 січня 1996              | Гаррісберг, Пенсильванія          | Metron                        |
| 84  | 8 січня 1996              | Нортгемптон, Массачусетс          | Pearl Street Nightclub        |
| 85  | 10 січня 1996             | Кохос, Нью-Йорк                   | Saratoga Winners              |
| 86  | 11 січня 1996             | Порт-Честер, Нью-Йорк             | Capitol Theatre               |
| 87  | 12 січня 1996             | Гантінгтон, Нью-Йорк              | Roxy Music Hall               |
| 88  | 13 січня 1996             | Рочестер, Нью-Йорк                | Water Street Music Hall       |
| 89  | 15 січня 1996             | Сірак'юс, Нью-Йорк                | Lost Horizon                  |
| 90  | 16 січня 1996             | Стейт-Колледж, Пенсильванія       | Crowbar                       |
| 91  | 18 січня 1996             | Каламазу, Мічиган                 | State Theatre                 |
| 92  | 19 січня 1996             | Толідо, Огайо                     | Toledo Asylum                 |
| 93  | 20 січня 1996             | Колумбус, Огайо                   | Newport Music Hall            |
| 94  | 21 січня 1996             | Цинциннаті, Огайо                 | Bogarts                       |
| 95  | 23 січня 1996             | Шарлотсвілл, Вірджинія            | Trax                          |
| 96  | 25 січня 1996             | Ноксвілл, Теннессі                | Electric Ballroom             |
| 97  | 26 січня 1996             | Мемфіс, Теннессі                  | Six-One-Six                   |
| 98  | 27 січня 1996(Скасовано)  | Джонсон-Сіті, Теннессі            | Nightmoves                    |
| 99  | 28 січня 1996(Скасовано)  | Ноксвілл, Теннессі                | Electric Ballroom             |
| 100 | 29 січня 1996             | Карборро, Північна Кароліна       | Cat's Cradle                  |
| 101 | 30 січня 1996             | Чарлстон, Південна Кароліна       | Music Farm                    |
| 102 | 31 січня 1996             | Таллахассі, Флорида               | Moon                          |
| 103 | 2 лютого 1996             | Дейтона-Біч, Флорида              | Underground Daytona Beach     |
| 104 | 3 лютого 1996             | Сент-Пітерсбург, Флорида          | Janus Landing                 |
| 105 | 4 лютого 1996             | Стюарт, Флорида                   | Playground                    |